# 赫尔穆特·孔茨
赫尔穆特·昆茨（Helmut Kunz，1910年9月26日—1976年9月23日）是一位党卫队牙医，在阿道夫·希特勒自杀后，他奉命麻醉了約瑟夫·戈培爾的子女，以便其他人将他们杀害。1945年5月2日，赫尔穆特·孔茨被苏军俘虏。昆茨被苏方关押了10年，之后回到明斯特。他後來繼續从事牙医工作。